# Microhierax erythrogenys
Microhierax erythrogenys là một loài chim trong họ Falconidae.